# 日本自律神経学会
日本自律神経学会（にほんじりつしんけいがっかい、英：Japan Society of Neurovegetative Research)は、自律神経学に関する研究・教育の発展を促進し，会員相互ならびに関連機関との連絡を図り，社会に貢献することを目的とする日本の学術団体（日本自律神経学会会則第3条）。

## 概略
年に４回、学会誌「自律神経」を発行する。編集委員会が編集、発行を担当している。
事務局の住所は、東京都新宿区大久保2-4-12　新宿ラムダックスビル9F　春恒社内
会員数は754人。

## 沿革
- 1956年（昭和31年）に国際自律神経学会日本支部が設立された[4]。
- 1964年（昭和39年）に学会誌「自律神経」の発行が始まる[4]。
- 1966年（昭和41年）に日本自律神経研究会と名称を変更した[4]。
- 1973年（昭和48年）に日本自律神経学会に名称を変更した[4]。

## 総会
例年、１０月に日本自律神経学会総会を開催する。
- 第74回総会：2021年10月23日、24日；オンライン開催[5]
- 第75回総会：2022年10月27日、28日；ラフレ埼玉